# Richard Scheuermann
Richard Scheuermann (Neumarkt, Silèsia prussiana, 29 de desembre de 1876 - Colònia, 8 de setembre de 1913) va ser un ciclista alemany que fou professional entre 1907 i 1913. Es va especialitzar en el ciclisme en pista. Va morir a conseqüència d'una caiguda durant la disputa d'una cursa.

## Palmarès
- 1908
  -  Campió d'Alemanya en Velocitat
- 1910
  -  Campió d'Alemanya en Mig Fons